# Asignatura aprobada
Asignatura aprobada é um filme de drama espanhol de 1987 dirigido e escrito por José Luis Garci. Foi indicado ao Oscar de melhor filme estrangeiro na edição de 1988, representando a Espanha.